# Melinoessa guenoti
Timana guenoti là một loài bướm đêm trong họ Geometridae.